# Eucatagonium aubertii
Eucatagonium aubertii là một loài Rêu trong họ Catagoniaceae. Loài này được (Schwägr.) Broth. mô tả khoa học đầu tiên năm 1925.